# Epiperipatus puri
Epiperipatus puri — вид оніхофор родини Peripatidae. Описаний у 2023 році.

## Назва
Вид названо на честь корінного бразильського народу пурі, що належить до лінгвістичної групи макро-же. Вони населяли, серед іншого, гірські райони штату Ріо-де-Жанейро, де були зібрані екземпляри цього виду.

## Поширення
Ендемік Бразилії. Мешкає у гірському тропічному лісі у штаті Ріо-де-Жанейро. Типові зразки зібрані у заповіднику Гуапіаку у муніципалітеті Кашуейрас-ді-Макаку.

## Опис
Вид із великими дорсальними первинними сосочками, розташованими близько до ніг, що має вузьку світлу смугу від передньої до задньої частин тіла. Розподіл великих блідих дорсальних первинних сосочків чергує дорсальні складки з чіткими відмінностями в кількості у двох послідовних складках. Крім того, їх розпізнають in vivo за коричнево-оранжевим кольором ромбовидних міток.